# یاسویوکی کیشینو
یاسویوکی کیشینو (انگلیسی: Yasuyuki Kishino؛ زادهٔ ۱۳ ژوئن ۱۹۵۸) بازیکن فوتبال اهل ژاپن است.
از باشگاه‌هایی که در آن بازی کرده‌است می‌توان به باشگاه فوتبال توکیو وردی و باشگاه فوتبال اوراوا رد دیاموندز اشاره کرد.